# World Rugby Hall of Fame
World Rugby Hall of Fame – galeria sław administrowana przez World Rugby, która upamiętnia historię, wybitne osiągnięcia i zasługi dla rugby union. Mogą zostać do niej przyjęci gracze, trenerzy, instytucje, działacze, arbitrzy oraz inne osoby. Ceremonia odbywa się corocznie od 2006 roku, z wyjątkiem roku 2010, podczas gali przyznawania World Rugby Awards.
Nadzór nad przyznawaniem wyróżnienia sprawuje Induction Panel – powołana przez World Rugby komisja składająca się z sześciu uznanych dziennikarzy. Fizycznie galeria sław miała znaleźć się w mieście Rugby, a jej otwarcie nastąpiło w listopadzie 2016 roku.
Inauguracji dokonano 26 listopada 2006 roku w Glasgow w Szkocji, a pierwszymi członkami zostali William Webb Ellis, legendarny twórca rugby, oraz Rugby School, istotna w rozwoju zasad i terminologii gry. Druga edycja została zorganizowana w Paryżu 21 listopada 2007 roku, dzień po finale Pucharu Świata 2007, i po konsultacjach z opinią publiczną uhonorowano pięć osób: po dwie z XIX i XX wieku oraz jedną z XXI wieku. Podobna zasada obowiązywała w 2008 roku, podczas londyńskiej gali 23 listopada galeria sław powiększyła się o pięciu nowych członków: po dwóch z XIX i XX wieku oraz jednego z XXI wieku, dodatkowo zainteresowani prócz głosowania na kandydatów z listy sporządzonej przez IRB mogli również nominować kolejnych.
Nominacje do edycji 2009 były, z powodu odbywającego się w tym roku trzynastego tournée British and Irish Lions do RPA, oparte jedynie na zawodnikach tych dwóch drużyn. Po zakończeniu publicznego głosowania, Induction Panel przedstawiła dziewięć osób, dwie z XIX, sześć z XX oraz jedną z XXI wieku, które podczas ceremonii mającej miejsce w Rugby School 27 października zostały wprowadzone do IRB Hall of Fame.
W 2010 roku wyróżnień nie przyznano, natomiast w pierwszej połowie 2011 roku pod hasłem „Inwencja i kreatywność w rugby” podczas ceremonii m.in. na Stade de France przed meczem w ramach Pucharu Sześciu Narodów, w Belfaście oraz na Twickenham podczas meczu Anglia–Barbarians, uhonorowano łącznie dwanaście osób i klubów. Największa jednak miała miejsce 24 października w Auckland, dzień po rozegranym w tym mieście finale Pucharu Świata 2011 podczas gali IRB Awards. Tematem przewodnim tej edycji było „Twórcy, wizjonerzy i legendarne postacie Pucharu Świata”. Przyjęcie dziewiętnastu osób w poczet IRB Hall of Fame odbyło się zatem w trzech grupach – pierwsza objęła czterech działaczy, których wizja i upór doprowadziły do stworzenia Pucharu Świata, druga wszystkich kapitanów i trenerów drużyn, które wzniosły Puchar Webba Ellisa, w trzeciej zaś znalazło się czterech zawodników, którzy swoją grą i osiągnięciami wywarły niezatarty ślad na tym turnieju. W 2012 roku odbyło się sześć uroczystości pod wspólnym hasłem „Rugby – globalny sport”. W 2013 roku, podobnie jak cztery lata wcześniej, nominacje związane były z tournée Lions, tym razem do Australii.
Po inkorporowaniu International Rugby Hall of Fame zawodnicy, którzy nie znajdowali się dotychczas w IRB Hall of Fame, zostali przyjmowani do niej w ceremoniach przeprowadzonych w latach 2014 i 2015.

## Kryteria przyjęcia
Wprowadzenie do World Rugby Hall of Fame jest najwyższą formą uznania za osiągnięcia w rugby union. Nagradza ono warte odnotowania osiągnięcia na boisku, a także znaczący wkład w rozwój gry na polu trenerskim, sędziowskim, administracyjnym, medycznym i medialnym.
Nominowani mogą być:
- zawodnicy, trenerzy i sędziowie – którzy zakończyli karierę minimum przed dwoma laty;
- działacze i inne osoby – za znaczący wkład w grę;
- organizacje (w tym szkoły, drużyny, kluby, związki) – za zasługi dla polepszenia, rozwoju i ekspansji gry;
- dziennikarze prasowi, radiowi i telewizyjni, fotografowie, historycy rugby, statystycy, pisarze, filmowcy i artyści – za zasługi dla promocji gry.

## Uhonorowani

### 2006
Wprowadzeni 26 listopada 2006:
- William Webb Ellis  Anglia – legendarny twórca rugby[18]
- Rugby School  Anglia – wpływ na terminologię, piłkę i reguły gry, wprowadzenie zmian stron w połowie meczu[19]

### 2007
Wprowadzeni 21 października 2007:
- Pierre de Coubertin  Francja – ojciec nowożytnego ruchu olimpijskiego[22]
- Danie Craven  Południowa Afryka – zawodnik i trener Springboks, działacz Południowoafrykańskiego Związku Rugby[23]
- John Eales  Australia – kapitan Wallabies, dwukrotny zdobywca Pucharu Świata[24]
- Gareth Edwards  Walia – łącznik młyna walijskiej reprezentacji, uznawany za jednego z najlepszych graczy w historii[25]
- Wilson Whineray  Nowa Zelandia – kapitan All Blacks z połowy XX wieku[26]

### 2008
Wprowadzeni 23 listopada 2008:
- 1888 New Zealand Natives i Joe Warbrick  Nowa Zelandia – drużyna składająca się głównie z zawodników maoryskiego pochodzenia odbyła tournée po Wielkiej Brytanii, Australii i Nowej Zelandii w latach 1888-1889 rozgrywając 107 meczów[28]
- Jack Kyle  Irlandia – łącznik ataku irlandzkiej reprezentacji i uczestnik tournée British and Irish Lions[29]
- Melrose RFC i Ned Haig  Szkocja – twórcy rugby siedmioosobowego[30]
- Hugo Porta  Argentyna – łącznik ataku i kapitan Los Pumas[31]
- Philippe Sella  Francja – 111 występów we francuskiej reprezentacji[32]

### 2009
Wprowadzeni 27 października 2009:
- Frik du Preez  Południowa Afryka – reprezentant kraju, wybrany graczem stulecia w RPA[34]
- Barry „Fairy” Heatlie  Południowa Afryka – kapitan Springboks przełomu XIX i XX wieku[35]
- Bill Maclagan  Szkocja – kapitan reprezentacji Szkocji oraz British and Irish Lions podczas pierwszego tournée do RPA w XIX wieku[36]
- Ian McGeechan  Szkocja – zawodnik i trener British and Irish Lions[37]
- Willie John McBride  Irlandia – kapitan niezwyciężonych British and Irish Lions z 1974 roku[38]
- Syd Millar  Irlandia – zawodnik i trener British and Irish Lions, przewodniczący IRB[39]
- Clifford Morgan  Walia – łącznik ataku Cardiff RFC, reprezentacji Walii i  British and Irish Lions[40]
- Bennie Osler  Południowa Afryka – łącznik ataku i kapitan Springboks[41]
- Tony O’Reilly  Irlandia – zawodnik irlandzkiej reprezentacji i uczestnik tournée British and Irish Lions[42]

### 2010
Nie przyznano.

### 2011
Wprowadzeni 19 marca 2011:
- Serge Blanco  Francja – obrońca reprezentacji Francji w latach osiemdziesiątych XX w.[44]
- André Boniface i Guy Boniface  Francja – bracia Boniface zdefiniowali na nowo koncepcję gry formacji ataku poprzez swoje umiejętności i kreatywność[45]
- Lucien Mias  Francja – jako kapitan poprowadził reprezentację Francji do pierwszego samodzielnego zwycięstwa w Pucharze Pięciu Narodów 1959[46]
- Jean Prat  Francja – jako kapitan poprowadził reprezentację Francji do pierwszego dzielonego zwycięstwa w Pucharze Pięciu Narodów 1954[47]

Wprowadzeni 28 kwietnia 2011 i 6 maja 2011:
- Alan Rotherham  Anglia i Harry Vassall  Anglia – w latach 80. XIX wieku zrewolucjonizowali grę formacji ataku[49]
- Cardiff RFC  Walia i Frank Hancock  Walia – w latach 80. XIX wieku zrewolucjonizowali grę formacji ataku[50]

Wprowadzony 10 maja 2011:
- Mike Gibson  Irlandia – pięciokrotny uczestnik tournée British and Irish Lions[52]

Wprowadzeni 29 maja 2011:
- Barbarian F.C.  Anglia – zaproszeniowy zespół rugby, rozgrywający mecze zarówno z drużynami klubowymi, jak i reprezentacjami, składający się z zawodników z całego świata
- William Percy Carpmael  Anglia – założyciel Barbarian F.C. w 1890[54]

Wprowadzeni 24 października 2011:
- Kitch Christie  Południowa Afryka – trener zwycięzców Pucharu Świata 1995[56]
- Bob Dwyer  Australia – trener zwycięzców Pucharu Świata 1991[57]
- Nick Farr-Jones  Australia – kapitan zwycięzców Pucharu Świata 1991[58]
- Martin Johnson  Anglia – kapitan zwycięzców Pucharu Świata 2003[59]
- John Kendall-Carpenter  Anglia – prezes RFU oraz członek komitetu organizacyjnego inauguracyjnego Pucharu Świata[60][61]
- David Kirk  Nowa Zelandia – kapitan zwycięzców Pucharu Świata 1987[62]
- Brian Lima  Samoa – pięciokrotny uczestnik Pucharu Świata[63][64]
- Richard Littlejohn  Nowa Zelandia – członek komitetu organizacyjnego inauguracyjnego Pucharu Świata[65][66][67]
- Brian Lochore  Nowa Zelandia – trener zwycięzców Pucharu Świata 1987[68]
- Jonah Lomu  Nowa Zelandia – skrzydłowy All Blacks uznawany za pierwszą światową gwiazdę rugby[69]
- Rod Macqueen  Australia – trener zwycięzców Pucharu Świata 1999[70][71]
- Agustín Pichot  Argentyna – kapitan zdobywców brązowego medalu na Pucharze Świata 2007[72][73]
- Francois Pienaar  Południowa Afryka – kapitan zwycięzców Pucharu Świata 1995[74]
- Gareth Rees  Kanada – czterokrotny uczestnik Pucharu Świata[75][76]
- Nicholas Shehadie  Australia – prezes ARU oraz członek komitetu organizacyjnego inauguracyjnego Pucharu Świata[77][78]
- John Smit  Południowa Afryka – kapitan zwycięzców Pucharu Świata 2007[79]
- Roger Vanderfield  Australia – orędownik stworzenia Pucharu Świata, przewodniczący IRB[80][81]
- Jake White  Południowa Afryka – trener zwycięzców Pucharu Świata 2007[82][83]
- Clive Woodward  Anglia – trener zwycięzców Pucharu Świata 2003[84]

### 2012
Wprowadzony 13 maja 2012:
- Gordon Tietjens  Nowa Zelandia – trener dziesięciokrotnych zwycięzców IRB Sevens World Series i czterokrotnych zdobywców złotego medalu na Igrzyskach Wspólnoty Narodów[86]

Wprowadzeni 26 maja 2012:
- Ian Campbell i Donald Campbell  Chile – pionierzy rugby w Chile[88]

Wprowadzony 5 czerwca 2012:
- Demi Sakata  Japonia – skrzydłowy reprezentacji Japonii[90]

Wprowadzeni 6 czerwca 2012:
- Reprezentacja Rumunii  – brązowi medaliści LIO 1924[92]

Wprowadzeni 30 czerwca 2012:
- Reprezentacja USA  – dwukrotni złoci medaliści z LIO 1920 i LIO 1924[94]

Wprowadzeni 25 października 2012:
- Richard Tsimba i Kennedy Tsimba  Zimbabwe – pionierzy rugby w Zimbabwe[96]

### 2013
Wprowadzony 10 stycznia 2013:
- Alfred St. George Hamersley  Anglia – kapitan reprezentacji, uczestnik pierwszego meczu międzynarodowego, pionier rugby union w Nowej Zelandii i Kanadzie[98]

Wprowadzony 28 lutego 2013:
- Władimir Iljuszyn  ZSRR – założyciel i długoletni prezydent Federacji Rugby ZSRR, a następnie honorowy prezydent Sojuz riegbistow Rossii[100]

Wprowadzony 23 marca 2013:
- Waisale Serevi  Fidżi – kapitan reprezentacji, dwukrotny zdobywca Pucharu Świata (1997, 2005), triumfator IRB Sevens World Series (2005/2006)[102]

Wprowadzeni 18 listopada 2013:
- Thomas Lawton  Australia – łącznik ataku i kapitan Wallabies w latach 20. XX wieku[105]
- John Thornett  Australia – kapitan Australijczyków grający na czterech pozycjach w formacji młyna na przełomie lat 50 i 60. XX wieku[106]
- Ken Catchpole  Australia – łącznik młyna z lat 60. XX wieku uważany za jednego z najlepszych w historii[107]
- Mark Ella  Australia – łącznik ataku, zdobywca Wielkiego Szlema w 1984 roku[108]
- David Campese  Australia – skrzydłowy ataku, zdobywca Pucharu Świata 1991[109]
- George Gregan  Australia – łącznik ataku, kapitan Wallabies, zdobywca Pucharu Świata 1999, do 2014 roku rekordzista pod względem występów w testmeczach[110]
- Robert Seddon i British and Irish Lions z 1888 – kapitan pierwszego tournée na południową półkulę[111]
- David Bedell-Sivright  Szkocja – zawodnik drugiej linii młyna reprezentacji Szkocji i uczestnik tournée British and Irish Lions na początku XX wieku[112]
- Bleddyn Williams i Jack Matthews  Walia – walijscy środkowi ataku grający tuż po II wojnie światowej[113]
- Ronnie Dawson  Irlandia – młynarz, kapitan irlandzkiej reprezentacji oraz Lions[114]
- Gavin Hastings  Szkocja – obrońca reprezentacji Szkocji, uczestnik Pucharów Świata i tournée British and Irish Lions[115]

### 2014
Wprowadzeni 21 sierpnia 2014:
- Fred Allen  Nowa Zelandia – kapitan i trener All Blacks[117]
- Don Clarke  Nowa Zelandia – wybitny kopacz z przełomu lat pięćdziesiątych i sześćdziesiątych XX wieku[118]
- Sean Fitzpatrick  Nowa Zelandia – zwycięzca Pucharu Świata 1987, kapitan kadry, zagrał w 92 testmeczach[119]
- Michael Jones  Nowa Zelandia – mistrz świata, trener[120]
- Grant Fox  Nowa Zelandia – łącznik ataku triumfatorów inauguracyjnego Pucharu Świata[121]
- Ian Kirkpatrick  Nowa Zelandia – rwacz z przełomu lat sześćdziesiątych i siedemdziesiątych XX wieku[122]
- John Kirwan  Nowa Zelandia – skrzydłowy, rekordzista w liczbie przyłożeń w kadrze, trener[123]
- Terry McLean  Nowa Zelandia – autor i dziennikarz sportowy[124]
- Colin Meads  Nowa Zelandia – kapitan kadry, grający w niej przez czternaście lat[125]
- Graham Mourie  Nowa Zelandia – kapitan nowozelandzkiej reprezentacji, którą w 1978 roku poprowadził do pierwszego Wielkiego Szlema[126]
- George Nepia  Nowa Zelandia – członek niezwyciężonych All Blacks z tournée reprezentacji Nowej Zelandii w rugby union 1924-1925[127]

Wprowadzeni 17 listopada 2014:
- Nathalie Amiel  Francja – uczestniczka trzech Pucharów Świata, trenerka[129]
- Bill Beaumont  Anglia – kapitan reprezentacji i British and Irish Lions, działacz[130]
- Gill Burns  Anglia – uczestniczka czterech Pucharów Świata, triumfatorka z 1994 roku[131]
- Ieuan Evans  Walia – skrzydłowy reprezentacji oraz British and Irish Lions[132]
- Jim Greenwood  Szkocja – kapitan reprezentant Szkocji, uczestnik tournée British and Irish Lions, trener[133]
- Carol Isherwood  Anglia – pionierka żeńskiego rugby w Wielkiej Brytanii, zawodniczka, trenerka i działaczka[134]
- Patty Jervey  Stany Zjednoczone – uczestniczka pięciu Pucharów Świata[135]
- Jason Leonard  Anglia – rekordzista pod względem występów w angielskiej reprezentacji, triumfator Pucharu Świata 2003[136]
- Michael Lynagh  Australia – łącznik ataku, kapitan australijskiej reprezentacji, triumfator Pucharu Świata 1991[137]
- Jo Maso  Francja – zawodnik formacji ataku, zdobywca Wielkiego Szlema, działacz[138]
- Farah Palmer  Nowa Zelandia – kapitan nowozelandzkiej reprezentacji, trzykrotna zwyciężczyni Pucharu Świata[139]
- Anna Richards  Nowa Zelandia – w ciągu dwudziestoletniej kariery wystąpiła w pięciu Pucharach Świata, triumfując w czterech z nich, trenerka[140]
- Keith Rowlands  Walia – reprezentant Walii, uczestnik tournée British and Irish Lions, działacz[141]
- JPR Williams  Walia – w trzynastu sezonach gry trzykrotnie zdobył Wielkiego Szlema i sześć razy Triple Crown, uczestniczył w dwóch tournée British and Irish Lions[142]
- Keith Wood  Irlandia – młynarz irlandzkiej reprezentacji oraz British and Irish Lions[143]

### 2015
Wprowadzeni 20 września 2015:
- Phil Bennett  Walia – łącznik ataku reprezentacji Walii oraz British and Irish Lions[145]
- Naas Botha  Południowa Afryka – łącznik ataku Springboks z lat 80. XX wieku[146]
- Gordon Brown  Szkocja – wspieracz reprezentacji Szkocji oraz British and Irish Lions w latach 70. XX wieku[147]
- Marcel Communeau  Francja – kapitan francuskiej reprezentacji w jej początkach[148]
- Gerald Davies  Walia –  skrzydłowy reprezentacji Walii oraz British and Irish Lions, działacz[149]
- Mervyn Davies  Walia – wiązacz młyna walijskiej reprezentacji oraz British and Irish Lions[150]
- Danie Gerber  Południowa Afryka – południowoafrykański środkowy ataku[151]
- Tim Horan  Australia – środkowy ataku Wallabies, dwukrotny zdobywca Pucharu Świata[152]
- Andy Irvine  Szkocja – obrońca szkockiej reprezentacji oraz British and Irish Lions, działacz[153]
- Carwyn James  Walia – walijski rugbysta, trener British and Irish Lions[154]
- Barry John  Walia – łącznik ataku reprezentacji Walii oraz British and Irish Lions[155]
- Tom Kiernan  Irlandia – kapitan reprezentacji Irlandii oraz British and Irish Lions, trener i działacz[156]
- Basil Maclear  Irlandia – środkowy i skrzydłowy irlandzkiej reprezentacji z pierwszej dekady XX wieku[157]
- Bill McLaren  Szkocja – długoletni komentator BBC, zwany „głosem rugby”[158]
- Edgar Mobbs  Anglia – kapitan angielskiej reprezentacji sprzed I wojny światowej[159]
- Hennie Muller  Południowa Afryka – w latach 50. XX wieku jako kapitan poprowadził południowoafrykańską reprezentację do Wielkiego Szlema, trener[160]
- Gwyn Nicholls  Walia – środkowy ataku Cardiff RFC, reprezentacji Walii i British and Irish Lions przełomu XIX i XX wieku[161]
- Morne du Plessis  Południowa Afryka – kapitan południowoafrykańskiej reprezentacji, działacz[162]
- Ronald Poulton-Palmer  Anglia – kapitan reprezentacji Anglii[163]
- Tom Richards  Australia – złoty medalista olimpijski z 1908, jedyny gracz, który reprezentował zarówno Australię, jak i British and Irish Lions[164]
- Jean-Pierre Rives  Francja – kapitan francuskiej reprezentacji[165]
- Fergus Slattery  Irlandia – rwacz reprezentacji Irlandii i uczestnik tournée British and Irish Lions[166]
- Wavell Wakefield  Anglia – kapitan angielskiej reprezentacji, działacz[167]
- Joost van der Westhuizen  Południowa Afryka – łącznik młyna Springboks, triumfator Pucharu Świata 1995[168]
- John Lewis Williams  Walia – skrzydłowy ataku Cardiff RFC, reprezentacji Walii i British and Irish Lions początku XX wieku[169]

Wprowadzony 3 października 2015:
- Nelson Mandela  Południowa Afryka – jego postawa podczas Pucharu Świata 1995 doprowadziła do zjednoczenia narodu podzielonego apartheidem[171]

### 2016
Wprowadzeni 17 listopada 2016:
- Brian O’Driscoll  Irlandia – kapitan reprezentacji Irlandii, jej rekordzista pod względem występów i przyłożeń, czterokrotny uczestnik tournée British and Irish Lions, do 2015 roku rekordzista pod względem występów w testmeczach[173]
- Shane Williams  Walia – skrzydłowy reprezentacji Walii, jej rekordzista pod względem przyłożeń, dwukrotny zdobywca Wielkiego Szlema, uczestnik tournée British and Irish Lions[174]
- Jeremy Guscott  Anglia – środkowy reprezentacji Walii, zdobywca Wielkiego Szlema, trzykrotny uczestnik tournée British and Irish Lions[175]
- Lawrence Dallaglio  Anglia – kapitan reprezentacji Anglii, zwycięzca Pucharu Świata zarówno w wersji siedmio-, jak i piętnastoosobowej, trzykrotny uczestnik tournée British and Irish Lions[176]
- Heather Moyse  Kanada – kanadyjska sportsmenka, uczestniczka trzech Pucharów Świata w obu odmianach tego sportu, dwukrotna złota medalistka olimpijska w bobslejach[177]
- John Dawes  Walia – jako zawodnik i trener zdobywał Wielkie Szlemy z walijską reprezentacją oraz uczestniczył w tournée British and Irish Lions[178]
- GPS Macpherson  Szkocja – kapitan reprezentacji Szkocji, którą poprowadził do pierwszego w jej historii Wielkiego Szlema[179]
- Arthur Gould  Walia – kapitan reprezentacji Walii z końca XIX wieku, którą prowadził do pierwszych sukcesów[180]
- Jonny Wilkinson  Anglia – łącznik ataku reprezentacji Anglii, triumfator Pucharu Świata 2003, zdobywca ponad 1200 punktów w reprezentacyjnej karierze[181]
- Daniel Carroll  Australia/ Stany Zjednoczone – dwukrotny złoty medalista olimpijski[182]
- Daisuke Ohata  Japonia – skrzydłowy reprezentacji Japonii, uczestnik czterech Pucharów Świata w obu odmianach tego sportu, rekordzista pod względem liczby zdobytych przyłożeń[183]
- Maggie Alphonsi  Anglia – triumfatorka Pucharu Świata 2014 i siedmiokrotna zwyciężczyni Pucharu Sześciu Narodów[184]

### 2017
Wprowadzeni 10 listopada 2017:
- Felipe Contepomi  Argentyna – uczestnik czterech Pucharów Świata, brązowy medalista z 2007 roku[186]
- Al Charron  Kanada – uczestnik pięciu Pucharów Świata w obu odmianach tego sportu[187]
- Rob Andrew  Anglia – uczestnik trzech Pucharów Świata, dwukrotny uczestnik tournée British and Irish Lions[188]
- Fabien Pelous  Francja – kapitan kadry, grający w niej przez dwanaście lat[189]
- Phaidra Knight  Stany Zjednoczone – uczestniczka trzech Pucharów Świata[190]

### 2018
Wprowadzony 18 sierpnia 2018:
- Stephen Larkham  Australia – łącznik ataku reprezentacji Australii, uczestnik trzech Pucharów Świata, zdobywca Pucharu Świata w 1999, dwukrotny zwycięzca Super Rugby z zespołem Brumbies[192]

Wprowadzeni 12 września 2018:
- Ronan O’Gara  Irlandia – łącznik ataku reprezentacji Irlandii, rekordzista reprezentacji pod względem ilości zdobytych punktów, uczestnik trzech Pucharów Świata[194]
- Pierre Villepreux  Francja – obrońca reprezentacji Francji i zespołu Stade Toulousain, następnie trener tych drużyn[195]
- Liza Burgess  Walia – długoletnia kapitan reprezentacji Walii, uczestniczka czterech Pucharów Świata[196]
- Bryan Williams  Nowa Zelandia – skrzydłowy reprezentacji Nowej Zelandii, uważany za jednego z najwybitniejszych graczy w historii tego kraju[197]

### 2019
Wprowadzeni 3 listopada 2019:
- Richie McCaw  Nowa Zelandia – dwukrotny zdobywca Pucharu Świata jako kapitan All Blacks, w latach 2015–2021 rekordzista pod względem występów w testmeczach[199]
- Shiggy Konno  Japonia – przez cztery dekady działacz związków krajowego, kontynentalnego i światowego[200]
- Os du Randt  Południowa Afryka – pierwszy spośród Springboks dwukrotny zdobywca Pucharu Świata[201]
- Peter Fatialofa  Samoa – kapitan reprezentacji, uczestnik dwóch Pucharów Świata[202]
- Graham Henry  Nowa Zelandia – trener zwycięzców Pucharu Świata 2011[203]
- Diego Ormaechea  Urugwaj – kapitan kadry, grający w niej przez dwadzieścia lat, uczestnik Pucharów Świata jako zawodnik i trener[204]

### 2021
Wprowadzeni 27 października 2021:
- Will Carling  Anglia – środkowy ataku, kapitan reprezentacji, trzykrotnie zdobył Wielkiego Szlema, finalista Pucharu Świata 1991, uczestnik tournée British and Irish Lions[206]
- Humphrey Kayange  Kenia – reprezentant kraju w obu odmianach tego sportu, uczestnik dwunastu sezonów WRSS, olimpijczyk z Rio, członek MKOl[207]
- Osea Kolinisau  Fidżi – kapitan reprezentacji, dwukrotny triumfator WRSS, złoty medalista olimpijski z 2016[208]
- Huriana Manuel-Carpenter  Nowa Zelandia – triumfatorka trzech Pucharów Świata w obu odmianach tego sportu, srebrna medalistka olimpijska z Rio, dwukrotna zwyciężczyni WSS[209]
- Cheryl McAfee  Australia – uczestniczka dwóch Pucharów Świata w obu odmianach tego sportu, złoty medal w 2009 i brązowy w 2010[210]
- Jim Telfer  Szkocja – kapitan reprezentacji Szkocji, uczestnik dwóch uczestnik tournée British and Irish Lions; trener Lions oraz reprezentacji Szkocji, dwukrotny triumfator Pucharu Pięciu Narodów[211]